# Morten Nordstrand
Morten Nordstrand Nielsen (Hundested, 8 juni 1983) is een Deens professioneel voetballer die doorgaans als aanvaller speelt. Hij verruilde Newcastle United Jets in juli 2017 voor Fremad Amager. Nordstrand debuteerde in 2007 in het Deens voetbalelftal.
In dienst van FC Kopenhagen werd Nordstrand in het seizoen 2008/09 landskampioen, bekerwinnaar en met zestien doelpunten topscorer van de SAS Ligaen (gedeeld met Marc Nygaard). Niettemin begon hij regelmatig op de bank omdat de trainer de voorkeur gaf aan de Brazilianen Aílton en César Santin.
Nordstrand speelde op 12 september 2009 zijn eerste wedstrijd voor FC Groningen in de noordelijke derby tegen SC Heerenveen. Hij maakte zijn reputatie als 'sluipschutter' waar door bij weinig aanvallen betrokken te raken, maar wel de enige treffer van de wedstrijd te maken. FC Groningen lichtte de optie tot koop op Nordstrand niet omdat de club meende dat het zich door blessures van de speler nog geen goed beeld van zijn kwaliteiten had kunnen vormen. De club vroeg FC Kopenhagen daarom meermaals om de datum waarop de beslissing tot koop moest vallen, uit te stellen. Uiteindelijk werd er afscheid genomen van de Deen.

## Clubstatistieken
| Seizoen  | Club                  | Competitie                | Wedstrijden | Doelpunten |
| -------- | --------------------- | ------------------------- | ----------- | ---------- |
| 2001–03  | Lyngby BK             | Danmarksserien for herrer | *           | *          |
| 2003–05  | Lyngby BK             | 2. division               | *           | *          |
| 2005–06  | Lyngby BK             | 1. division               | 93*         | 73*        |
| 2006–'07 | FC Nordsjælland       | SAS Ligaen                | 33          | 15         |
| 2007–'12 | FC Kopenhagen         | SAS Ligaen                | 86          | 31         |
| 2009–'10 | → FC Groningen        | Eredivisie                | 12          | 2          |
| 2010–'11 | → FC Nordsjælland     | SAS Ligaen                | 9           | 1          |
| 2015     | Aarhus GF             | 1. division               | 14          | 2          |
| 2016     | Aarhus GF             | SAS Ligaen                | 10          | 1          |
| 2016–'17 | Newcastle United Jets | A-League                  | 34          | 7          |
| 2017–    | Fremad Amager         | 1. division               | 17          | 5          |

(*totalen seizoenen 2001 tot en met 2006 tezamen)

## Interlandcarrière
Nordstrand debuteerde in februari 2007 in het Deens voetbalelftal. Hij mocht toen in een oefeninterland tegen Australië vijf minuten voor tijd invallen. Later speelde hij onder meer mee in kwalificatieduels voor het Wereldkampioenschap voetbal 2010.